# Парамасонство
Парамасо́нство — позначення братських і громадських організацій, які пов'язані з масонством або здійснюють свою діяльність на схожих принципах. Більшість парамасонських організацій займаються благодійною та філантропічною діяльністю. Деякі з цих організацій колись були масонськими, але після жвавої участі в політиці перестали визнаватися як масонські організації, або на час свого створення засновувалися на принципах, відмінних від масонських.

## Історія появи парамасонських організацій

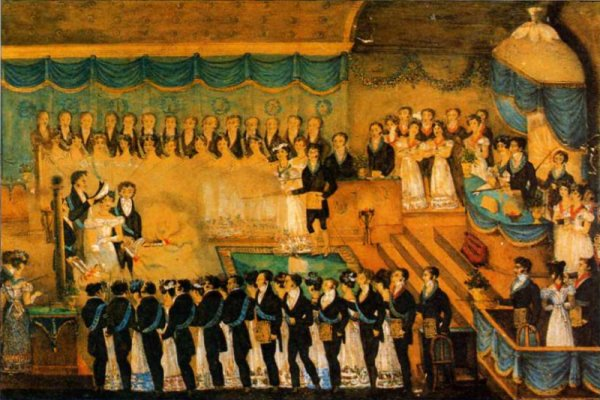
Адоптивна ложа

Попри заборону посвячення жінок, яка чітко вказана в основоположних масонських документах 1723 року, деякі жінки все ж були прийняті в масонські ложі, але це розглядалося як вимушений захід, пов'язаний із надзвичайними обставинами або прикрими випадками. Однак уже у XVIII столітті у Франції з'явилися так звані адоптивні ложі, які створювалися під опікою звичайних масонських [чоловічих] лож, мали ті ж самі назви, але допускали вже жінок. Довгий час члени таких лож не розглядалися як повноправні масони. Тому адоптивні ложі стали першими парамасонським об'єднаннями.
Історичною віхою в розвитку парамасонства став 1774 рік, коли Великий схід Франції став незалежною федерацією масонських лож, у тому числі й адоптивних лож, які отримали в межах конфедерації офіційне становище. Подібні ложі, мавши як і раніше ті ж самі назви, що й чоловічі, поширилися всією Францією. Вони були дуже різноманітні, а деякі з них, особливо паризькі, отримали престиж і визнання. Зокрема, адоптивна ложа «Дев'ять сестер» була жіночою групою, що жваво підтримувалась чоловічою ложею, у якій в 1778 році був посвячений Вольтер. Ще одна ложа — «La Candeur» (Щирість), створена в 1775 році, була настільки знаменита, що незабаром стала відомішою за свого чоловічого «двійника» — чоловічу ложу, яка її створила. Така ситуація стала причиною швидкого обмеження її самостійності. Діяльність подібних лож сильно розрізнялася, але в основному була філантропною. Утім, різні події час від часу змушували членів адоптивних лож більше цікавитися суспільством і подіями, що відбуваються в ньому.
Після Великої Французької революції в часи Імперії адоптивні ложі продовжували розвиватися, але перетворилися скоріше на засіб влади, збираючи віддану Бонапарту еліту навколо декількох відомих постатей, таких як Жозефіна де Богарне й Кароліна Бонапарт. Членство в таких ложах (їх було понад тридцять, в основному в Парижі) стало знаком престижу, більшість членів цих лож не цікавилися проблемами суспільства, а займалися поверхневими питаннями. Подібна спрямованість у діяльності цих лож призвела до занепаду раннього парамасонства наприкінці XVIII століття.

## Різновиди парамасонських організацій

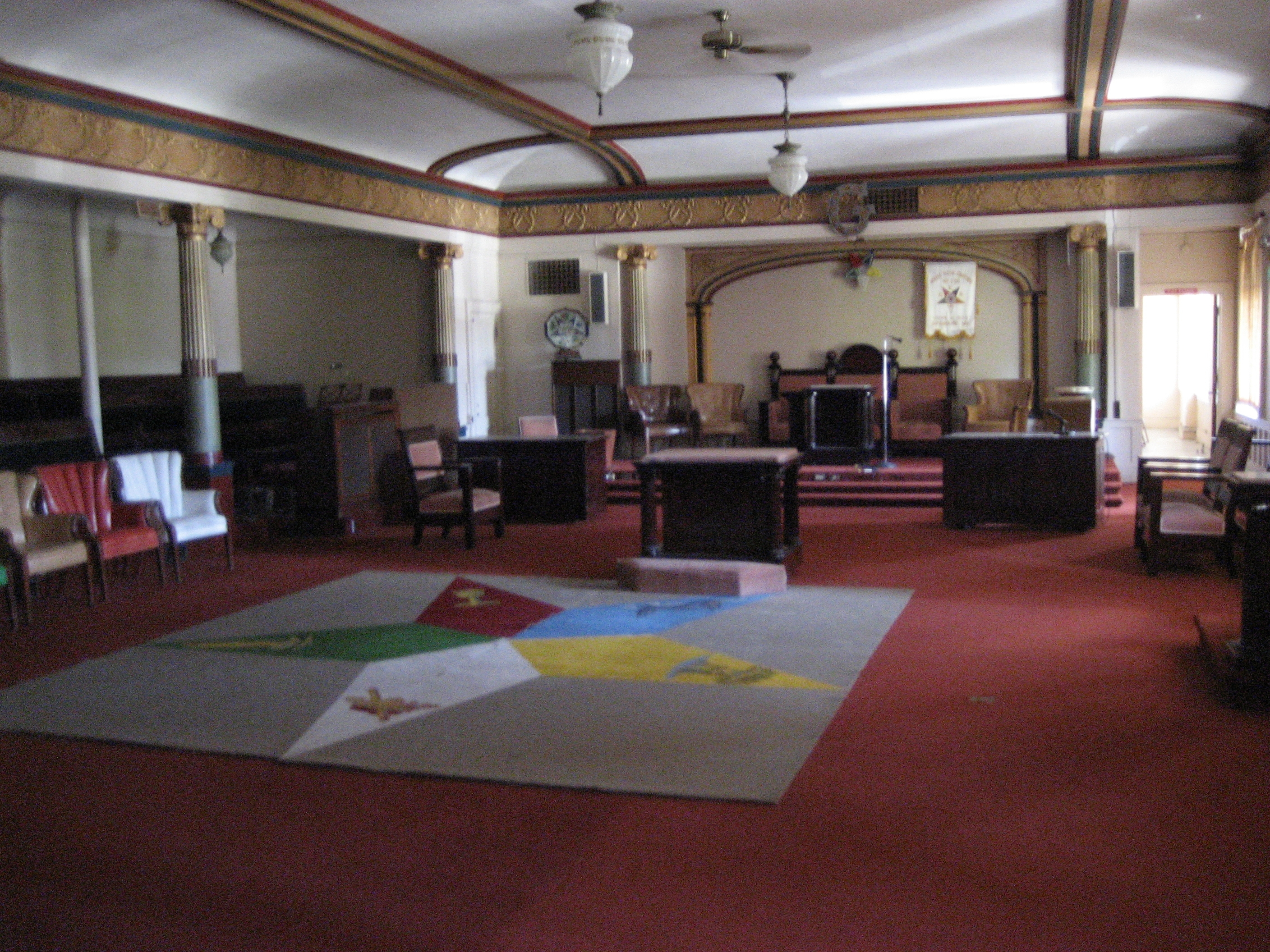
Храм Ордену східної зірки

### Змішані

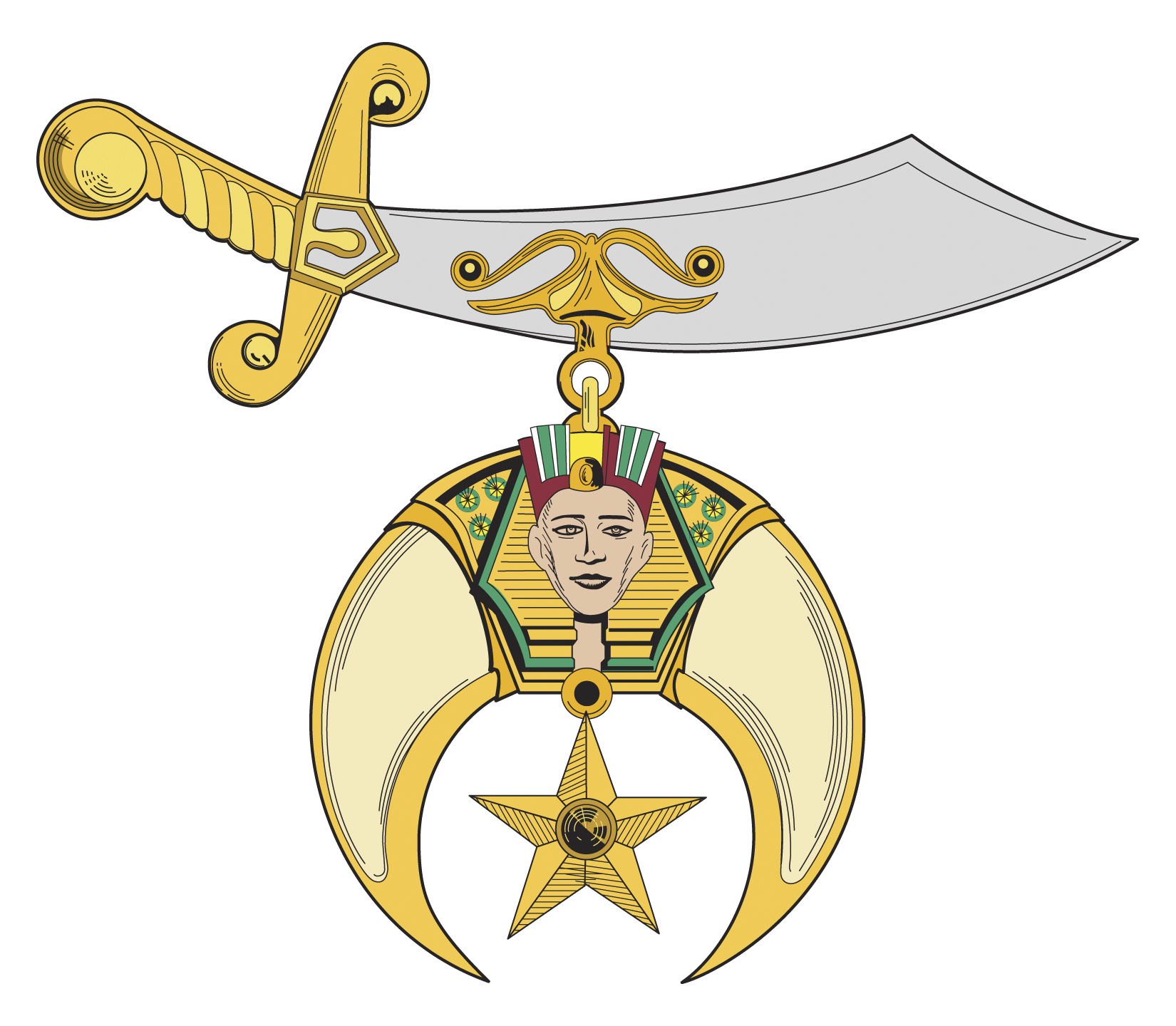
Логотип Shriners

Відродження парамасонських організацій почалося в США аж через 50 років після закриття останньої адоптивної ложі у Франції. Першою подібною організацією став заснований у 1850 році в Бостоні «Орден Східної зірки». Членом ордену можна стати з 18 років. Чоловіки повинні мати ступінь майстра-масона, а жінки повинні бути або дружинами, або родичками масонів. Спочатку жінка повинна була бути дочкою, вдовою, дружиною, сестрою або матір'ю масона, але тепер дозволено й іншим родичам бути членами організації. Також бути членом «Ордену східної зірки» можна членам інших подібних організацій, як-от «Орден Золотого ланцюга», «Доньки Йова», «Веселка», «Трикутник» і «Сузір'я — юні зірки». Число членів «Ордену східної зірки» становить 500 000 осіб у 20 країнах світу.

### Чоловічі
Велика частина парамасонських чоловічих організацій займалася благодійністю та філантропією. Ці організації збирають гроші для надання допомоги малозабезпеченим, хворим і дітям. Shriners підтримує мережу з двадцяти двох лікарень Shriners для дітей, що залишилися без будь-яких засобів для існування, і яким менш як вісімнадцять років. Лікарні лікували безоплатно понад 100 000 пацієнтів у 2006 році. У 2008 році загальний бюджет на цю благодійну діяльність склав 826 мільйонів доларів.
Також до чоловічих парамасонських організацій належать такі ордени та організації: «Містичний орден прихованих пророків чарівного королівства» (MOVPER або Grotto), «Орден Кетцалькоатль», «Королівський орден жартівників», «Кедри Лівану», «Братська акація».

### Жіночі
Парамасонські організації для жінок зазвичай об'єднують матерів, вдів, дружин і сестер масонів. Цілі в таких організацій такі ж самі, як і в чоловічих і змішаних — благодійна та громадська діяльність. До найвідоміших жіночих парамасонських організацій належать: Міжнародний орден «Веселка» (для дівчат), «Доньки Йова», «Omega Epsilon Sigma», «Орден Амаранітов».

### Молодіжні

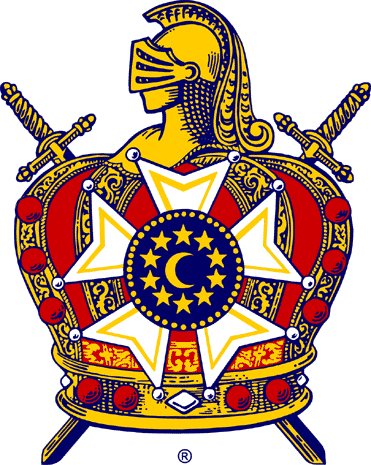
Емблема Ордену де Моле

Орден де Моле є найвідомішою молодіжною парамасонською організацією у світі. Орден заснований у Канзас-Ситі в 1919 році; членами ордену можуть бути діти віком від 12 до 21 року, чиї батьки є масонами. Орден де Моле бере участь у багатьох заходах: у зустрічах і заходах із членами орденів «Веселка для дівчат» і «Дочок Йова», у спортивних змаганнях, таких як баскетбол, футбол, бейсбол, теніс, пейнтбол, більярд, каное, і т. д. Кожен масонський осередок колективно вирішує те, що хотіли б зробити члени ордену через планування та використання наявних коштів. Також є кілька відомих подібних молодіжних організацій, таких як: «A.J.E.F.», «Орден хлопчиків будівельників», «Орден Сузір'я дітей зірок».

## Політичні парамасонські організації

### Великий схід народів Росії
Великий схід народів Росії (ВСНР) створювався на основі лож Великого сходу Франції як політична організація, що зберегла частково масонські поняття й організаційну форму. Відмінністю лож ВСНР від лож ВСФ було скасування низки обов'язкових пунктів у роботі масонських лож. Ними були: правильна установа масонських лож, ведення протоколів зборів, скасування ступеня підмайстрів, спрощення або повне скасування ритуалів, написання політичних програм замість зодчеських робіт, обговорення політичних питань на зборах, робота не в ім'я Прогресу, як у ложах Великого сходу Франції, а політична робота в Державній Думі. Ложі Великого Сходу народів Росії, що мали назву «масонські», не вважалися членами Великого сходу Франції та інших великих лож, а вважалися політичними гуртками.

Керівники ВСНР:

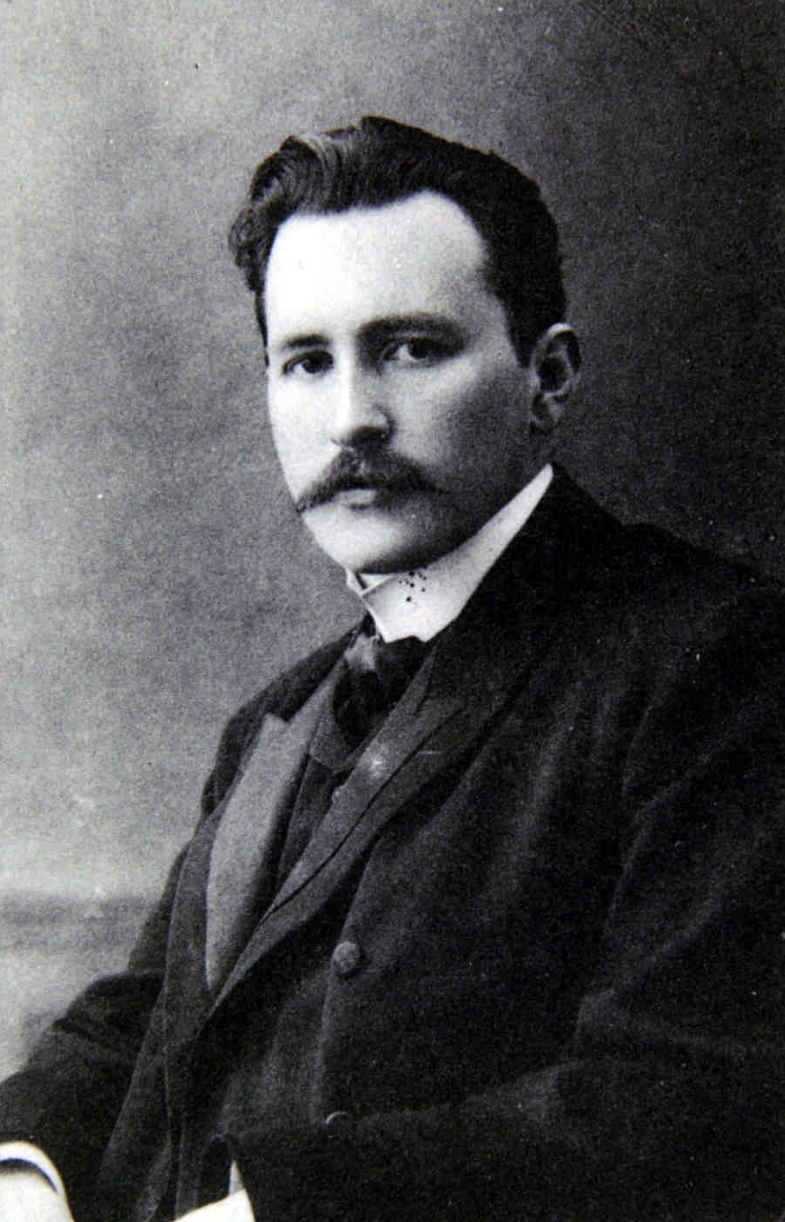
Некрасов М. В.
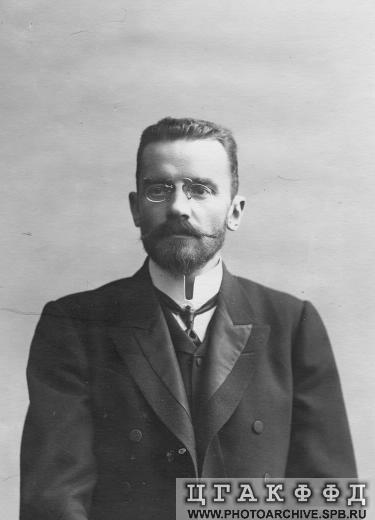
Колюбакін А.М.[ru]
Керенський О.Ф.

### Масонський орден Ліберії
Масонський орден Ліберії був сформований на основі принципів масонства, які були отримані колишніми рабами від своїх господарів у США до їхнього «повернення» в Африку під керівництвом «Американського товариства колонізації». Ложі ґрунтувалися під егідою американського масонства Прінса Голла. Питання державного будівництва та розвитку обговорювалися на зборах. Бути масоном Великої ложі Ліберії означало бути політично активним, докладати щонайбільших зусиль для зміцнення політичного впливу Справжньої партії вігів. Масонів Ліберії раніше жорстко критикували за активну політичну діяльність у масонстві, а також за відчуження корінних ліберійців зі своїх лав. Через посилену участь у політиці, що спричинила зміни в цілях Великої ложі Ліберії, вона перестала вважатися масонською організацією. Через деякий час перетворилася в парамасонську, у якій панували не масонські традиції й ландмарки, а політичні суперечки та немасонські відносини всередині лож.

## Книжництво
- Старцев, Виталий Иванович. Российские масоны XX века // Вопросы истории. — 1989. — № 6 (27 февраля). — С. 33—50.
- Хасс, Людвик. Ещё раз о масонстве в России начала XX века // Вопросы истории. — 1990. — № 1 (27 февраля). — С. 24—35.
- Сєрков А. І. Історія російського масонства 1845—1945. — СПб.: Изд-во ім. Н. І. Новікова, 1997. — С. 115 — ISBN 5-87991-015-6
- Карпачов С. П. Таємниці масонських орденів. —  .: «Яуза-Пресс», 2007. — 352 стор. — ISBN 978-5-903339-28-0
- Daniel Ligou (ed.), Histoire des Francs-Maçons en France, Tome 2 1815—2000, Privat, Toulouse, 2000., ISBN 2-7089-6839-4
- Roger Dachez, Histoire de la franc-maçonnerie française, PUF, Paris, 2003 ISBN 2-13-053539-9
- Gilbert Garibal, Être franc-maçon aujourd'hui, Marabout, Alleur (Belgique), 1994, ISBN 2-501-02029-4